# Іжондзе (Сілезьке воєводство)
Іжондзе (пол. Irządze) — село в Польщі, у гміні Іжондзе Заверцянського повіту Сілезького воєводства.
Населення — 542 особи (2011).
У 1975-1998 роках село належало до Ченстоховського воєводства.

## Демографія
Демографічна структура станом на 31 березня 2011 року:
|          | Загалом | Допрацездатний вік | Працездатний вік | Постпрацездатний вік |
| -------- | ------- | ------------------ | ---------------- | -------------------- |
| Чоловіки | 267     | 43                 | 176              | 48                   |
| Жінки    | 275     | 42                 | 138              | 95                   |
| Разом    | 542     | 85                 | 314              | 143                  |